# Billets de banque émis par la banque d'Angleterre

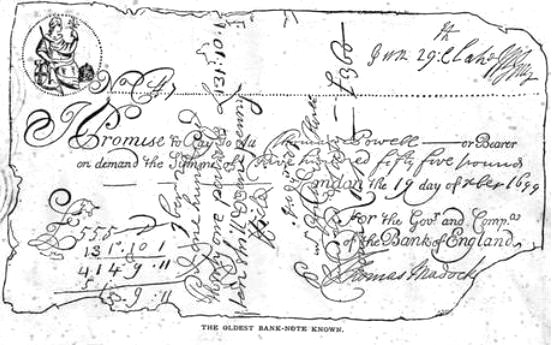
Reproduction d'un billet émis par la Banque d'Angleterre en 1699 pour un montant de 555 livres sterling (in: The Strand Magazine).

La Banque d'Angleterre ((en) The Bank of England ou simplement Bank of England), qui fait office de banque centrale du Royaume-Uni, émet des billets de banque depuis 1694, libellés en livre sterling. 
En 1921, la Banque d'Angleterre a obtenu un monopole légal pour l'émission de billets de banque en Angleterre et au Pays de Galles, un processus qui a commencé avec le Bank Charter Act de 1844, quand la capacité des autres banques d'émission a été restreinte.
Les billets de banque étaient à l'origine écrits à la main ; bien qu'ils aient été partiellement imprimés à partir de 1725, les caissiers ont toujours eu à signer chaque billet pour le rendre payable au porteur. Les billets ont été entièrement imprimés à partir de 1855. Depuis 1970, les billets de la Banque d'Angleterre sont illustrés de portraits de personnages historiques britanniques.
Parmi les huit banques autorisées à émettre des billets de banque au Royaume-Uni, seule la Banque d'Angleterre peut émettre des billets de banque en Angleterre et au pays de Galles, où ses billets ont cours légal. Les billets de la Banque d'Angleterre n'ont pas cours légal en Écosse ni en Irlande du Nord, mais ils y sont acceptés en même temps que les billets de banque respectifs des pays concernés.
La Banque d'Angleterre est l'une des rares banques à racheter pour la même valeur indiquée et au porteur, tout billet qui se présente à son comptoir à condition qu'il soit non annulé, et ce, quelle que soit sa date d'émission. Elle est par ailleurs propriétaire (Crown copyright) de la conception artistique de chaque type de billet et interdit toute forme de reproduction des billets, même pour un usage non-commercial.
Entamée en 2016, la fabrication des billets en polymère, et non plus en papier coton, est effective depuis 2022 pour l'ensemble des coupures.

## Billets de banque en cours de validité
Actuellement, il existe quatre dénominations différentes de billets 5 £, 10 £, 20 £ et 50 £. Chaque valeur a sa propre palette de couleurs et la taille de chaque billet augmente en longueur et en largeur en même temps que la valeur nominale augmente.
Les billets présentent tous au recto le portrait du monarque régnant, Élisabeth II puis Charles III à partir du 4 juin 2024.
| Aperçu                                | Aperçu                                | Valeur | Dimensions L × h (en millimètres) | Couleur principale | Couleur principale | Thème                                                                                 |
| ------------------------------------- | ------------------------------------- | ------ | --------------------------------- | ------------------ | ------------------ | ------------------------------------------------------------------------------------- |
| Billet de 5 livres sterling (recto)   | Billet de 5 livres sterling (verso).  | 5 £    | 125 × 65                          |                    | Turquoise          | Winston Churchill avec le palais de Westminster, billet en polymère,                  |
| Billet de 20 livres sterling (recto)  | Billet de 20 livres sterling (recto)  | 10 £   | 132 × 69                          |                    | Orange             | Jane Austen est représenté dans le nouveau billet en polymère                         |
| Billet de 20 livres sterling (recto). | Billet de 20 livres sterling (verso). | 20 £   | 139 × 73                          |                    | Violet             | William Turner avec la représentation de son tableau, Le Dernier Voyage du Téméraire. |
| Billet de 50 livres sterling (recto). | Billet de 50 livres sterling (verso). | 50 £   | 146 × 77                          |                    | Rouge              | Alan Turing avec l'Automatic Computing Engine,.                                       |

## Historique
| Série D            | Série D | Série D  | Série D                       | Série D | Série D |
| Recto              | Verso   | Valeur   | Portrait                      | 1re émission                                                                                                | Retrait |
| ------------------ | ------- | -------- | ----------------------------- | --- | --- |
|                    |         | 10s /50p | Walter Raleigh                | Approuvé en 1964 pour une valeur de 10 shillings, puis en 1971 de 50 pence, mais jamais mis en circulation, | Approuvé en 1964 pour une valeur de 10 shillings, puis en 1971 de 50 pence, mais jamais mis en circulation, |
|                    |         | 1 £      | Isaac Newton                  | 9 février 1978                                                                                              | 11 mars 1988                                                                                                |
|                    |         | 5 £      | Arthur Wellesley              | 11 novembre 1971                                                                                            | 29 novembre 1991                                                                                            |
|                    |         | 10 £     | Florence Nightingale          | 20 février 1975                                                                                             | 20 mai 1994                                                                                                 |
|                    |         | 20 £     | William Shakespeare           | 9 juillet 1970                                                                                              | 19 mars 1993                                                                                                |
|                    |         | 50 £     | Christopher Wren              | 20 mars 1981                                                                                                | 20 septembre 1996                                                                                           |
| Série E            |         |          |                               | | |
|                    |         | 5 £      | George Stephenson             | 7 juin 1990                                                                                                 | 21 novembre 2003                                                                                            |
|                    |         | 20 £     | Michael Faraday               | 5 juin 1991                                                                                                 | 28 février 2001                                                                                             |
|                    |         | 50 £     | John Houblon                  | 20 avril 1994                                                                                               | 30 april 2014                                                                                               |
| Série E (Révision) |         |          |                               | | |
|                    |         | 20 £     | Michael Faraday               | 27 septembre 1993                                                                                           | 28 février 2001                                                                                             |
| Série E (Variante) |         |          |                               | | |
|                    |         | 5 £      | Elizabeth Fry                 | 21 mai 2002                                                                                                 | 5 mai 2017                                                                                                  |
|                    |         | 10 £     | Charles Darwin                | 7 novembre 2000                                                                                             | 1er mars 2018                                                                                               |
|                    |         | 20 £     | Edward Elgar                  | 22 juin 1991                                                                                                | 20 juin 2010                                                                                                |
| Série F            |         |          |                               | | |
|                    |         | 20 £     | Adam Smith                    | 13 mars 2007                                                                                                | 30 septembre 2022                                                                                           |
|                    |         | 50 £     | Matthew Boulton et James Watt | 2 novembre 2011                                                                                             | 30 septembre 2022                                                                                           |